# Strängnäs (comuna)
Strängnäs (em sueco: Strängnäs kommun;   pronúncia) ou Estregnésia[a] é uma comuna sueca do condado da Södermanland. 
Sua capital é a cidade de Strängnäs. 
Possui 739 quilômetros quadrados e segundo censo de 2018, havia 35 761 pessoas. Sua economia está baseada em pequenas e médias empresas.

## Localidades
| Nr | Localidade       | População |
| -- | ---------------- | --------- |
| 1  | Strängnäs        | 13 693    |
| 2  | Mariefred        | 3 911     |
| 3  | Åkers styckebruk | 2 980     |
| 4  | Abborrberget     | 2 324     |
| 5  | Stallarholmen    | 1 674     |

## Comunicações
A comuna de Strängnäs é atravessada pela estrada europeia E20, com ligação a Estocolmo e Gotemburgo e pela estrada nacional 55, com ligação a Uppsala e Norrköping. 
A linha férrea da Svealand conecta Strängnäs com Eskilstuna, Södertälje e Estocolmo.
O canal de Södertälje dá acesso ao mar Báltico.

## Património turístico
Alguns pontos turísticos mais procurados atualmente são:
- Catedral de Strängnäs (em Strängnäs)
- Castelo de Gripsholm (em Mariefred)
- Mariefred (pequena cidade pitoresca e idílica)